# Panellinios GS
Panellinios GS (Panellinios Gymnastikos Syllogos, grekiska Πανελλήνιος Γυμναστικός Σύλλογος) är en sportklubb från Aten, Grekland, grundad 1891. Panathinaikos FC grundades som en utbrytning från Panellinios då klubben lade ner sin fotbollsverksamhet.
Klubben har verksamhet inom ett stort antal sporter, bl.a.:
- basket (herrar - grekiska mästare sex gånger)
- bordtennis (damer - grekiska mästare sex gånger)
- boxning (herrar - grekiska mästare nio gånger)
- friidrott (damer - grekiska mästare 30 gånger) / (herrar - grekiska mästare 36 gånger)
- fäktning (damer - grekiska mästare åtskilliga gånger) / (herrar - grekiska mästare åtskilliga gånger)
- handboll (herrar - grekiska mästare fem gånger)
- tyngdlyftning (damer - grekiska mästare en gång) / (herrar - grekiska mästare sex gånger)
- volleyboll (damer - grekiska mästare två gånger) / (herrar - grekiska mästare fem gånger)